# 盧卡斯·古博特

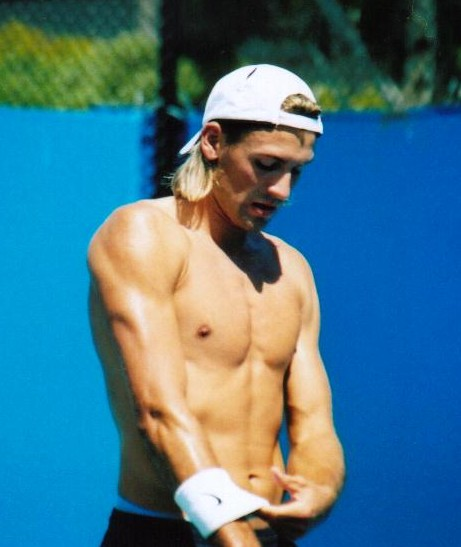
盧卡斯·古博特

盧卡斯·古博特（Łukasz Kubot，1982年5月16日—）是波蘭男子網球運動員，他在2009年的塞爾維亞公開賽晉身單打決賽但輸給東道主選手諾瓦克·喬科維奇屆居亞軍後開始成名。
2017年溫網，與巴西選手馬塞洛·梅洛搭檔，最終花費4小時10分鐘，以5：7、7：5、7：6、3：6、13：11，贏得男子雙打冠軍，個人第一座大滿貫冠軍。

## 外部連結
- Łukasz Kubot - Official Website （页面存档备份，存于）
- 盧卡斯·古博特（英文/西班牙文）的官方資料
- 盧卡斯·古博特的國際網球總會 職業／青少年 官方資料（英文）
- 盧卡斯·古博特的官方資料（英文）